# Jyderup
Jyderup – miasto w Danii, w regionie Zelandia, w gminie Holbæk.